# 股人タクシー
『股人タクシー』（こじんタクシー）とはザウスが製作し、あいりゅブランドおよびザウスの吟醸ブランドより発売された日本の18禁陵辱シミュレーションゲームのシリーズ。ゲームの他にアニメや小説などにメディアミックスされている。

## 歴史
2000年
10月20日：ゲーム『股人タクシー』発売
2001年
6月22日：ゲーム『股人タクシー スペシャルエディション』発売
8月3日：ゲーム『股人タクシー2』発売
2002年
5月25日：OVA『股人タクシー 獲物1 令嬢 さつき』発売
7月：小説『股人タクシー』発売
7月26日：ゲーム『股人タクシー3』発売
8月25日：OVA『股人タクシー 獲物2 姉妹狩り・玲名と瀬名』発売
10月：小説『股人タクシー2』発売
10月25日：OVA『股人タクシー 獲物3 ミサキ・狩られた競泳水着』発売
2003年
3月：小説『股人タクシー3』発売
4月25日：OVA『股人タクシー 獲物4 狩られたチアガール・ユキ』発売
2004年
9月25日：OVA『股人タクシー 獲物5 ナース狩り・奈々美』発売
2005年
2月25日：OVA『股人タクシー THE-BEST』発売
7月25日：DVDPG『股人タクシー DVDPG』発売

## ゲーム
股人タクシーのゲーム作品は3作品が発売されている。街中をタクシーで徘徊し、標的となる女性を乗客として乗せ、車内で漏らす会話や車内に置き忘れた物品などからその弱みを握りそれをネタに脅迫をしてアジトに監禁し、思いのままに陵辱するというのが全作品共通のゲームの流れであり、各作品で細かな差異はあるものの、ほぼ共通のゲームシステムを導入している。
全作共通でタクシーの営業時間はPM3:00からAM:3:00の12時間で、行動時間の最小単位は15分。一周分のゲーム期間は10日である。
後に全作品のダウンロード版が販売されている。
作品ごとの差異については以下の個別作品の項を参照のこと。

### 股人タクシー
『股人タクシー』は2000年10月20日にあいりゅブランドより発売された日本の18禁陵辱シミュレーションゲームである。2001年6月22日には標的となる8人の女の子と麻雀で対局できて、新規陵辱シーンも盛り込まれた麻雀ゲーム「股人麻雀」をつけて『股人タクシー スペシャルエディション』として吟醸ブランドで再発売された。
客を乗せたら目的地を指定され、その後送り先の選択シーンとなる。その際に指定された目的地を間違えると本来獲得するはずであった女性の弱みや後述するアイテムなどが獲得出来なくなる。標的の女性以外の男性客を乗せるとアイテムを手に入れられる場合があり、ある特定のアイテムを所持していることで新たな陵辱シーンが観られるようにもなる。

#### 登場人物
田中 恵次
声：なし
本作の主人公であるタクシー運転手。口調は紳士的だが、「クククッ」と特徴的な笑い方をする凌辱時などには粗暴な態度になることがあり口調も荒くなる。姓、名それぞれ全角文字で3文字以内なら自由に名前を変更できる。
室井 悠紀子（むろい ゆきこ）
声：朝比奈優子
一流商社に勤めるOL。昼はOLとして働く傍ら、夜はキャバクラでホステスをしている。妻子のいる上司と不倫関係にある。室井仁美の姉。
室井 仁美（むろい ひとみ）
声：千葉真弓
名門である的士学園に通う学生。室井悠紀子の妹で姉と二人暮らしをしている。姉に負担をかけないために影で援助交際をしている。
宝翔 克美（ほうしょう かつみ）
声：中川真理子
女性雑誌やショーなどで活躍するモデル。男に興味はなく、高見沢夏子はレズの相手である。
高見沢 夏子（たかみざわ なつこ）
声：植岡愛
名家である高見沢家の令嬢。世間知らずの一面がある。宝翔克美とはレズの関係にあり、よく部屋に泊まりに行く。
小説版では的士学園の卒業生で、当時の担任だった小百合をレズの道に引き込んだ張本人。
及川 美穂（おいかわ みほ）
声：高橋亜紀子
モケモケーズ・デパートの警備員。沢村真琴とは親友の関係。以前は婦人警官として働いていた。真琴の元カレの尾加と付き合っている。
沢村 真琴（さわむら まこと）
声：MOMO
スポーツ紙である東ユウスポーツの 新聞記者。及川美穂とは親友の関係。常に特ダネを追っている。美穂の彼氏の尾加と昔付き合っており、未だよりを戻すように言い寄られている。
小説版では「2」にもゲスト出演しており、1作目の被害者の中で唯一元の職業に復帰した。
高木 梨奈（たかぎ りな）
声：後藤恵美子
一部に絶大な人気を誇るアイドル声優。マネージャーが不正経理で横領を働いている。次作に登場する水野若菜は妹。
小説版では本名は水野梨奈。自覚はないが巫女の霊感を声優の才能に生かしていたと若菜の台詞や独白で言及される。
小岩井 小百合（こいわい さゆり）
声：中里明日香
学園に新任してきた教師。田中のピックアップした標的リストからは漏れていた。教え子のユキトと付き合っている。
小説ではレズビアンであり仁美の担任教師。

#### スタッフ
- 原画：非公開
- シナリオ：TAKA PRESENTS
- 音楽：たくまる

### 股人タクシー2
『股人タクシー2』は2001年8月3日に吟醸ブランドで発売された日本の18禁陵辱シミュレーションゲームである。
本作よりお金の概念が導入され、乗客を目的地に送り届けることでお金を稼ぐことが出来るようになり、アイテムはそうして稼いだお金でショップ・マニ屋から購入することで手に入れるようになった。また、客を乗せた際に目的地にまっすぐ向かうか、遠回りするかを選択でき、遠回りすると割高の料金を請求できるが、それがばれてしまうと料金を貰うことが出来なくなる。標的の女性を乗せた際に遠回りに失敗すると発生するはずであったイベントが発生しなくなる。遠回りが成功するか失敗するかは客それぞれに設定されている「急ぎ度」により左右され、急ぎ度が高いと遠回り失敗する可能性が高くなるが、成功した際に余分に得られるお金は多くなる。
同じザウス製作の『永遠のアセリア』のアセリアや『痴漢者トーマス』のトーマスなどがゲストキャラクターとして乗客で登場する。

#### 登場人物（第2作）
田中 恵次
本作の主人公で、前作の主人公と同一人物。本作ではやや人間味のある一面ものぞかせる。姓、名それぞれ全角文字で3文字以内なら自由に名前を変更できる。
椎名 五月（しいな さつき）
弓道部に所属する学生。生徒会長も勤めており、品行方正で口調も礼儀正しくお嬢様の雰囲気が漂う。
夏目 雪（なつめ ゆき）
チアリーダー部に所属する学生。いつも元気で明るいが、家の借金のことで悩んでいる。
眞鍋 岬（まなべ みさき）
水泳部に所属する学生。強気な性格であるが、憧れの先輩に対しては脆い乙女な一面も見せる。
内山 玲名（うちやま れな）
テニス部に所属する学生。内山瀬名の双子の姉で、顔は妹とよく似ている。気が弱くいじめられている。
内山 瀬名（うちやま せな）
バレーに所属する学生。内山玲名の双子の妹で、姉とは異なり気が強く姉をいじめた相手に友人と共に暴行を加える。
竹内 奈々美（たけうち ななみ）
永眠病院に勤める看護婦。お金を払い忘れかけるなど天然な一面がある。恋人の医者と共に介護する老人の遺産を狙っている。
酒井 響子（さかい きょうこ）
和服姿が麗しい料亭の女将。独立資金のために散財銀行の専務を騙して融資をせがんでいる。恋人は今をときめくアーティスト。
鈴々（りんりん）
街の公園にテントを建てたサーカスの団員。猛獣使いでアイドルのように人気があるが、日本語はカタコト。
水野 若菜（みずの わかな）
無口できつい性格のフリーター。前作に登場した高木梨奈の妹で、直感的に主人公を犯人だと疑い付きまとう。
深田 愛（ふかだ あい）
口調が幼い夢見る少女。物心付いた頃に親はなく、おじいちゃん子で育った。彼女の身の上の話は主人公ですらセンチメンタルにさせる。

#### スタッフ（第2作）
- 原画：まさはる
- シナリオ：五十鈴
- たくまる&まにゅっ（Little Wing O.S.C.T）

### 股人タクシー3
『股人タクシー3』は2002年7月26日に吟醸ブランドで発売された日本の18禁陵辱シミュレーションゲームである。
前作までの女性の追い詰め方は主に弱みを握りそれを見せ付けて拉致監禁をするという流れであったが、本作では情報を基に知人に流言蜚語を流したり濡れ衣を着せたりと罠にかけ、それまでの日常を徹底的に破壊し精神的に追い詰めた上で拉致監禁におよぶという流れが主になっている。
前作と同じく客を乗せることでお金を稼ぐが、前作の様に遠回りをしてぼったくりをするシステムが無くなり、代わりに標的以外の客を乗せた際に客をおだててチップをもらうことで料金以上のお金を貰うことが出来るようになった。おだて方や振った話のネタが合い客を喜ばすことが出来れば多くのチップをもらうことが出来るが、気を悪くすると最悪の場合料金すらもらえなくなる。
アイテムは前作と同じくショップ・マニ屋2号店で購入することで獲得が出来るが、アイテムの存在が話の進行とは無縁であった前作までとは異なり、今作では女性イベントを進めるためにある特定のアイテムが必須であるため、シナリオを進行するにはそれまで掴んだ情報から必要となるアイテムを推測してショップで予め購入する必要がある。ショップで購入するそれらのアイテムとは別に、標的となる女性の部屋に忍び込んだ際に価値のある物品を換金用アイテムとして入手することが出来る。
前作までとは異なり、今作は主人公だけでなく標的の女性にもプレイヤーが姓、名それぞれ全角文字で3文字以内なら自由に名前を変更できるようになった。

#### 登場人物（第3作）
稲木 潤次
声：なし
本作の主人公で、前作までの主人公とは別人。口調は粗暴で、極悪人。幼い頃より破壊衝動があり、現在では女性を襲うことに快楽を見出している。稲木潤次とは主人公が名乗っている偽名で、本当の稲木潤次はある日公園で主人公が女性を襲っていた所を目撃したタクシー運転手で現在はアジトである廃病院の一室に監禁されている。
木下 あかね（きのした あかね）
声：金田まひる
名門である一条学園に通う学生。親友に同じクラスの由季子と沙希がいる。父親以外の男性と話すのが苦手という初心な面がある。
日吉 椋（ひよし むく）
声：カンザキカナリ
街の名家である御堂家に仕えるメイド。御堂家の御曹司である御堂伸司と密かに恋愛中である。
葵 清美（あおい きよみ）
声：鳩野比奈
豊徳稲荷の一人娘で巫女。おっとりとしているが誰にでも優しく、特に子ども達に人気でよく一緒に遊んでいる。
城之内 和泉（じょうのうち いずみ）
声：楠鈴音
ファンからの人気も高い女子プロレスラー。ライバルである永瀬雪那とのタイトルマッチが控えており練習に余念がない。
大友 千恵（おおとも ちえ）
声：乃田あす実
参和井銀行に勤めるOL。婚約者である昌紀との結婚を控えており、特注のウェディングドレスを作ろうとしている。
菅生 渚（すごう なぎさ）
声：児玉さとみ
街のカジノで敏腕をふるうディーラー。カジノの本場ラスベガスに渡り腕をふるうことを夢見ている。

#### スタッフ（第3作）
- 原画：あらきまき
- シナリオ：青野克也
- 音楽：Dr.Shrimp

## アニメ
『股人タクシー』のアニメ作品はOVAとしてVHSおよびDVDをメディアとしてミルキーより5作品が発売され、一挙収録されたBEST版も発売された。2005年にはヴァージンクリームよりOVA5本分を収録してDVD-PGが発売された（これとは別に、2008年に原作の2と3のDVD-PG版がアイチェリーより発売された）。
キャラクターおよびストーリーは主に『股人タクシー2』が原作となっている。

### OVA
股人タクシー 獲物1 令嬢 さつき
2002年5月25日発売・30分・VHS/DVD(MLK-0000/DMKLK-0000)
冒頭に股人タクシー1の女性陣4人の陵辱シーンが運転手の回想という形で登場する。また、玲名と瀬名も冒頭と次のターゲットとしてラストに登場。
股人タクシー 獲物2 姉妹狩り・玲名と瀬名
2002年8月25日発売・30分・VHS/DVD(MLK-0474/DMKLK-5126)
前回捕らえられたさつきの陵辱シーンが2回ある。玲名と瀬名が捕まるのは終盤。次のターゲットが明らかにされなかった唯一の回。
股人タクシー 獲物3 ミサキ・狩られた競泳水着
2002年10月25日発売・30分・VHS/DVD(MLK-0501/DMKLK-5172)
岬が捕まる前にさつき、玲名と瀬名の陵辱シーンがそれぞれある。また、岬はプールサイドで先輩とHしているシーンがあるが、運転手の気配に気付いたため、未遂に終わる。
股人タクシー 獲物4 狩られたチアガール・ユキ
2003年4月25日発売・30分・VHS/DVD(MLK-0580/DMKLK-5250)
冒頭に運転手を追ってきたと思われる刑事が登場し、あちこちで情報収集している様子が見られる。さつき、玲名、瀬名が3人まとめて陵辱されるが前回捕らえられた岬は登場せず。
また、ラストに刑事が交番に駆け込み、警官が敬礼して出迎えるという意味深なカットがあるが、最終回には一切関係無かった。
股人タクシー 獲物5 ナース狩り・奈々美
2004年9月25日発売・30分・VHS/DVD(MLK-0834/DMKLK-5754)
最終回。冒頭でもう一人のターゲット、響子が登場する。奈々美の情報収集は既に終わっており、いきなり拉致される。前回捕らえられた雪と岬は揃ってチンピラに陵辱され、響子も拉致されるが、玲名と瀬名が脱出したことで事件が発覚。運転手は次の町へ逃走する。
股人タクシー THE-BEST
2005年2月25日発売・120分・VHS/DVD(MLK-0923/DMLK-6030)

### DVD-PG
股人タクシー DVDPG
2005年7月25日発売・DVD-PG(DVCM-6282)

### 登場人物（アニメ）
- 運転手（声：角田聡）

　名前は不明。個人タクシーの運転手で、車体はピンクに塗装されている。常に制帽をかぶっているため、顔はよく見えず、当初は目も映らない。
　口調は礼儀正しく、客はもちろん、捕らえた女性やチンピラにも敬語で話す。だが、反抗的な態度を見せる瀬名を足蹴にしたり、獲物の雪を横取りしようとした借金取りを一撃で気絶させたりしている。
　捕らえた女性を「コレクション」と呼び、思いのままに陵辱する。必ずしも一人で楽しまず、チンピラたちに陵辱させて自分は傍観して楽しむという事もある。
- 椎名五月（声：本宮晴子）

　弓道部の主将と生徒会長を務めているが、その重責に耐えかね、ストレスを抱えている。それを見透かされた運転手にそそのかされ、発散のために万引をしてしまう。さらに隠し撮りや喫煙、父親の会社の顧客名簿を抑えられ、脅迫され、拉致されてしまう。
　首輪をはめられ、屈辱的な姿で犯され、慣れ親しんだ弓道場でも陵辱される。それでも脱出を試みるが失敗。媚薬を塗られて一晩中放置され、さらに内山姉妹と共に陵辱されたことで遂に心が折れてしまったのか、最終回には登場しない。
- 内山玲名（声：三田君恵）

　双子姉妹の姉。ピンクの髪をサイドポニーに結っている。大人しい性格で、瀬名のことが大好き。学校でいじめられたり、男子生徒から告白されたりしているが、全て瀬名によってそれらは遠ざけられている。
　瀬名を大事に思うあまり、生徒指導の教師の車を損壊させたところを盗撮されてしまい、瀬名と共に脅迫、拉致されてしまう。
　瀬名が気絶した後、跳び箱に縛り付けられたまま陵辱され、玲名も気絶しかけるが運転手はそれを許さず、一気にラストスパートをかけられてしまう。その後、チンピラ4人組に陵辱され、さらには自宅でさつきを愛撫するよう強要される。しかし、姉妹揃って監禁していたため、心が折れそうになっていた瀬名を励まし、瀬名の力を借りて脱出に成功した。
- 内山瀬名（声：西村冴）

　双子姉妹の妹。グリーンの髪をサイドポニーに結っているが、結び目は玲名とは反対側。玲名と違って活発で男勝りの度胸の持ち主。玲名をいじめた女子や告白した男子に暴行を加えたところを盗撮され、玲名と共に脅迫、拉致されてしまう。
　玲名を守ろうと反抗的な態度を見せるが、平手打ちや蹴りを食らう。玲名の目の前で犯されると羞恥のあまり気絶。チンピラ4人組からも玲名を守る事ができず、心が折れそうになるが、玲名に励まされ脱出に成功した。
- 真鍋岬（声：山賀ひろみ）

　勝ち気な性格で、運転手の視線に気づくや威嚇してきたり、隠し撮りする運転手の気配に気づいたり、勘が鋭い。競泳部のレギュラーメンバーだが、最近は成績が振るわず、新人に座を奪われそうになっている。先輩の谷にそそのかされ、新人の追い落としを図る。それらの現場写真や、車内での会話を録音された挙げ句、放課後のプールサイドで谷と性行為をしていたところまで盗撮されてしまう。
　拉致されてからも運転手を威嚇していたが、性行為に対する耐性が全く無く、瞬く間に絶頂させられてしまった。
- 夏目雪（声：村谷康子）

　麗峰学園のチアガールで、立ち位置はセンター。頑張り屋さんで常に笑顔を絶やさないが、両親が借金の連帯保証人になり、多額の借金を背負わされたため、部室を盗撮した写真をネットオークションにかけていた。
　借金取りに拉致されそうになるが、運転手に助けられる(雪自身は逃亡したので知らない)。しかし盗撮写真と借用書をネタに脅迫され、拉致されてしまう。チアガールの衣装に着替えさせられ、自慰を強要され、そのまま前戯無しで犯されてしまった。
　なお、VHS、DVDでは雪のC.V.表記に誤りがあり、シリーズ4巻のジャケットには「村谷康与」、エンドクレジットには「吉元久美子」となっていた。
- 酒井響子（声：青山怜）

　料亭を経営する、和服姿の美しい女将。銀行の頭取と不適切な関係や、ロックスターとの性行為をネタに脅迫され、拉致されてしまう。
　性行為は経験済みだが、運転手に卑猥な言葉を次々と投げかけられ、さらに自身の弱点も突かれ、快楽に溺れてしまう。
- 竹内奈々美（声：日々麻里子）

　永眠病院という不吉な名前の病院に勤務する看護婦。金髪碧眼で巨乳という美貌の持ち主だが、医師との性行為、独居老人への不正な薬物投与などの証拠を抑えられ、拉致されてしまう。
　響子同様、性行為は経験済みだが、耐性はほとんど無く、抵抗することもできず陵辱されてしまった。しかし、心は折れず、自身が逮捕される事も承知で警察に通報することを選んだ。
- アイ（声：一条優）
- 室井ゆきこ（声：北里リコ）
- 室井ヒトミ（声：橋爪ありさ）
- カツミ（声：山川ミューナ）
- ナツコ（声：九鬼重子）

### スタッフ（アニメ）
( )がある者は( )内の作品のみ担当。
OVA
- 原作 - ザウス（吟醸）
- 脚本 - そぞろ童子
- 演出 - 小池あひる(1)、ありすがわほたる(2,4)、矢越守(3,5)
- 絵コンテ - 小池あひる
- 総作画監督 - 雨宮まこと
- 美術 - 東厚治
- 撮影 - 島田渚(1,2,4)、三晃プロ(3)、デジタルギア(5)
- 編集 - アムガ(1,2,3,4)、MIYA(5)
- プロデューサー - 柴田純(1)、八神和彦、渡来猛人
- アニメ制作 - スタジオジャム
- 企画協力 - イメージワークス
- 製作 - ミュージアムピクチャーズ(1,2,3,4)、「股人タクシー」アニメ製作委員会(5)
- 販売 - ミュージアム(1)、GPミュージアム(2,3,4)、GPミュージアムソフト(5,BEST)

DVD-PG
- DVDPG編集 - レインソフトウェア
- 製作 - ヴァージンクリーム
- 販売 - GPミュージアムソフト

## 小説
著者は三田村半月。出版はハーヴェスト出版。一般的なアダルトゲームのノベライズではシリーズ作品でもそれぞれ単体で小説化されることが多いが、本作はゲーム版の「3」に時期をあわせて連続した三部作構成になっている。
原作ではオカルト要素は全く登場しないが、小説版では主人公の持つ極端な二面性を霊の憑依による一種の二重人格によるものと設定し、無印(1巻)におけるアジトの洋館の主でもある名家「織原家」を縦軸にして心霊や神道、タロットカードが絡んだストーリーとなっている。「2」のヒロインは学生5人と若菜以外は登場せず、「3」でも主人公の行動原理の変更からシナリオに絡む各ヒロインの人間関係や職業の描写は地の文で言及される程度か殆ど登場しない。
帯にはカバーイラストや本編イベントCGを加工してヒロインがタクシーの後部座席に拘束されたデザインが施されていた。
- 股人タクシー
  - 発売日：2002年7月発売、ISBN 4-434-02047-1
- 股人タクシー2
  - 発売日：2002年10月、ISBN 4-434-02353-5
- 股人タクシー3
  - 発売日：2003年3月、ISBN 4-434-02874-X

## その他関連商品
- ザウスアートワークス 風と大地のページェント& 股人タクシー2
  - 2001年10月発売、メディアワークス ISBN 4-840-21989-3